# Asterias
Asterias — рід морських зірок ряду Forcipulatida родини Asteriidae.

## Опис
Це морські зірки стандартної форми з п'ятьма кінцівками. Їхня поверхня шорстка і вапняний скелет частково видно у вигляді бежевих голок. Ці зірки є хижаками і живляться, в основному, двостулковими молюсками. Нацчастіше зустрічаються біля європейських і північноамериканських берегів.

## Види
Згідно з сайтом World Register of Marine Species рід містить 8 видів:
- Asterias amurensis Lutken, 1871
- Asterias argonauta Djakonov, 1950
- Asterias forbesi (інші мови) (Desor, 1848)
- Asterias microdiscus (інші мови) Djakonov, 1950
- Asterias rathbuni (інші мови) (Verrill, 1909)
- Asterias rollestoni (інші мови) Bell, 1881
- Asterias rubens Linnaeus, 1758
- Asterias versicolor (інші мови) Sladen, 1889

## Галерея

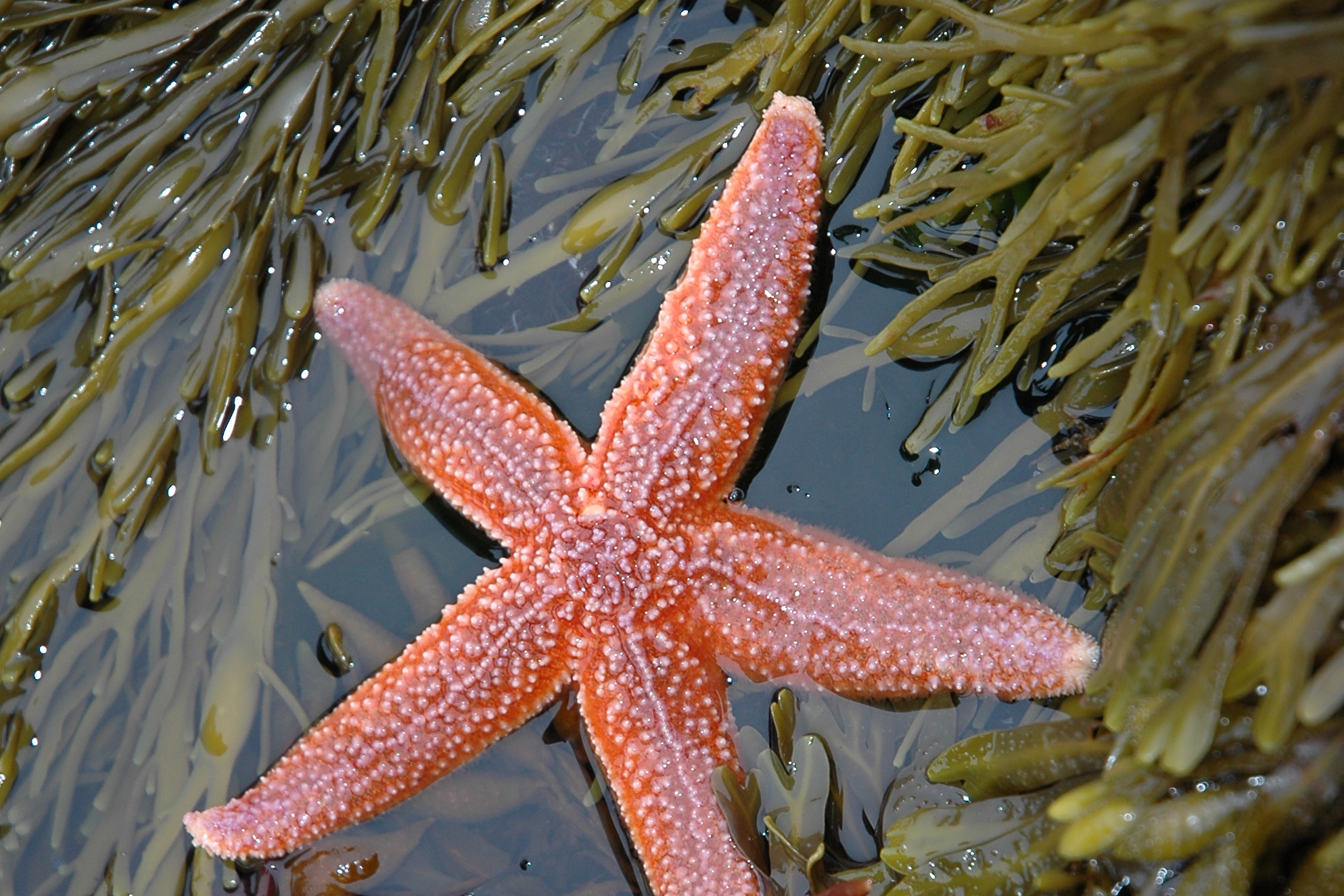
Asterias rubens
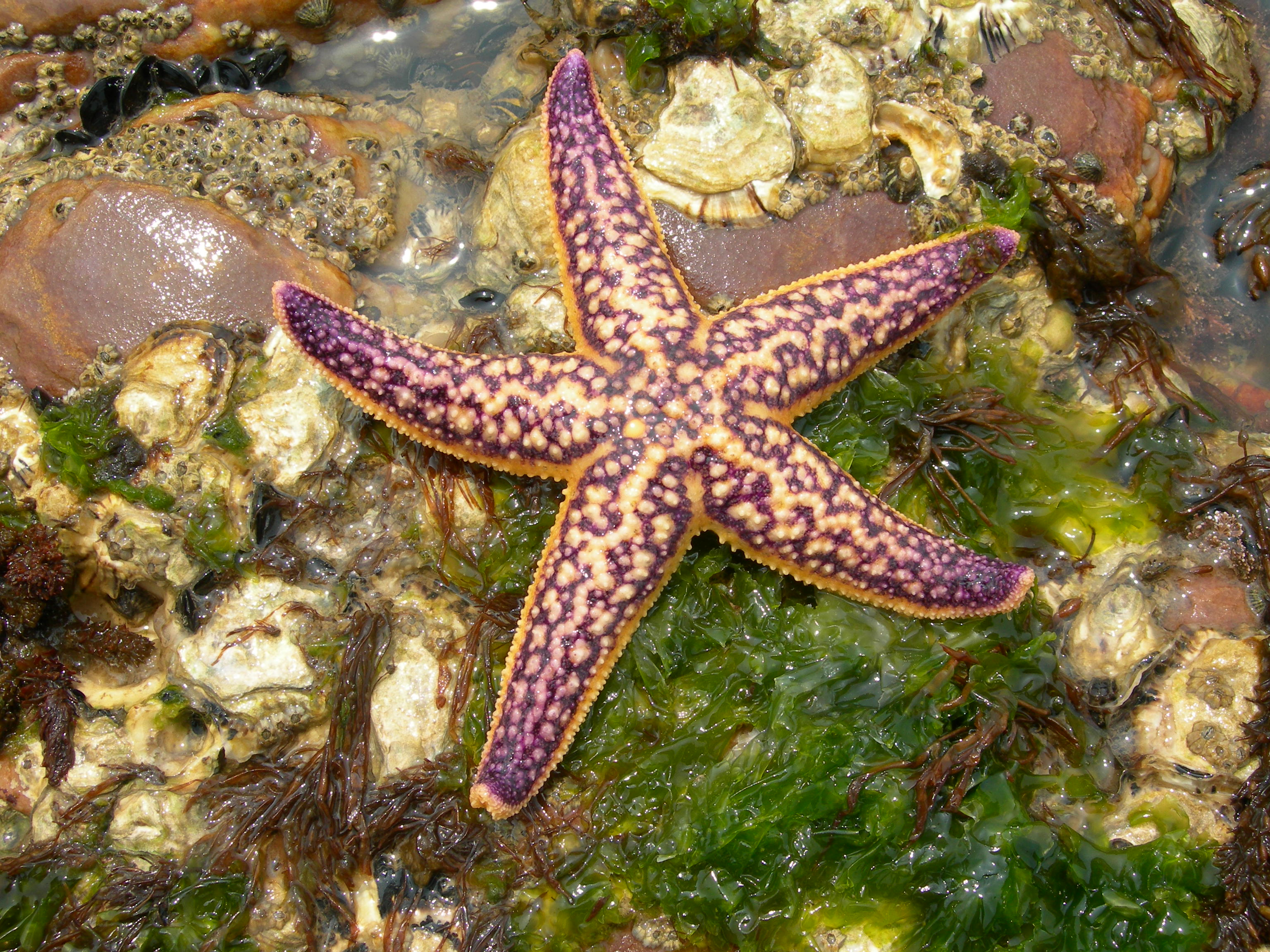
Asterias amurensis
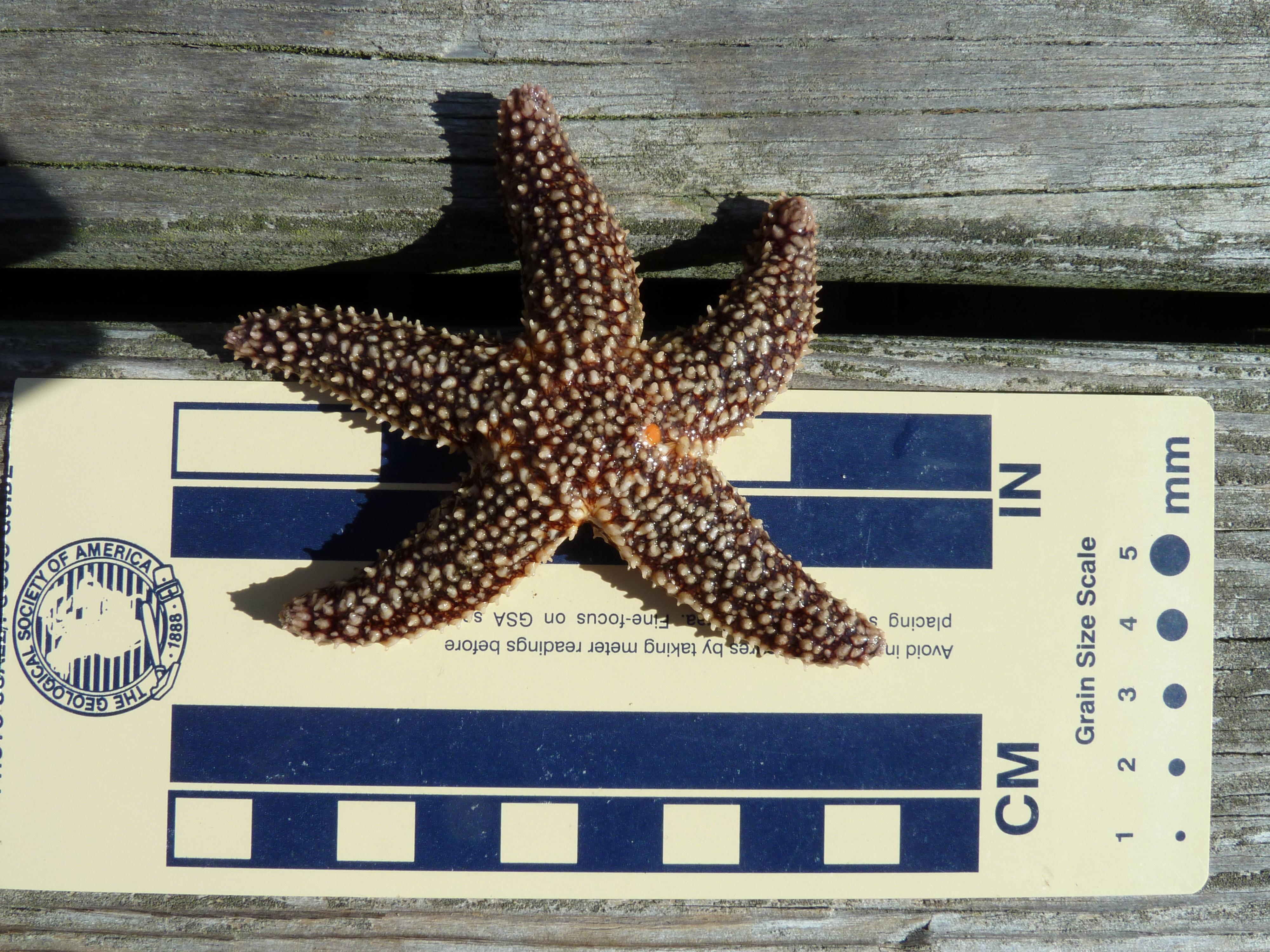
Asterias forbesi (інші мови)